# Work (Ciara)
Work è una canzone della cantante statunitense Ciara, alla quale collabora anche la rapper Missy Elliott, partecipe per la terza volta. È stato pubblicato come secondo singolo internazionale e quarto e ultimo singolo in totale. La canzone è stata co-scritta da Ciara, Marcella Aracia e Missy Elliott, e prodotta da Danja.

## Distribuzione
Tell Me What Your Name Is era stato scelto per essere il secondo singolo a livello mondiale, ma non venne più pubblicato per ragioni sconosciute. Al suo posto venne quindi pubblicato Work, ma per gli Stati Uniti venne pubblicato Like a Surgeon.
Ciara ha cantato dal vivo questa canzone al The Circus: Starring Britney Spears, concerto mondiale di Britney Spears.

## Video musicale
Il video è stato girato da Melina Matsoukas, regista anche per il video di Go Girl, prima che andasse in tour con Britney Spears. A inizio giugno una piccola parte del video e alcune immagini vennero pubblicati sul web. Il video vede protagoniste Ciara e alcune delle sue ballerine in un cantiere. Il video venne pubblicato il 23 giugno 2009.
Quando parte la musica vediamo le ballerine di Ciara ballare in un cantiere. In seguito si vede la cantante guidare un grande bulldozer. In questo video appare anche il featuring Missy Elliott che rappa i suoi versi. Il video è ambientato tutto all'interno del cantiere.

## Track list
Download digitale
1. "Work" (featuring Missy Elliott)— 4:05

CD UK & Australia (download e CD)
1. "Work" (featuring Missy Elliott) — 4:05[1]
2. "Fit of Love" - 3:18[2]

Official versions
1. "Work" (mastered, featuring Missy Elliott)— 4:05
2. "Work" (unmastered, featuring Missy Elliot) — 3:55
3. "Work" (Ciara solo version) — 3:25
4. "Work" (Pokerface Club Remix) — 4:08 {Pubblicato solo su Fantasy Ride: The Mini Collection}

## Classifica
| Classifica (2009)        | Picco massimo |
| ------------------------ | ------------- |
| Australian Singles Chart | 66            |
| Irish Singles Chart      | 31            |
| Swedish Singles Chart    | 46            |
| UK Singles Chart         | 52            |